# Kohagadammet
Kohagadammet är en sjö i Halmstads kommun i Halland och ingår i Fylleåns huvudavrinningsområde.